# Convento di San Girolamo al Velloso

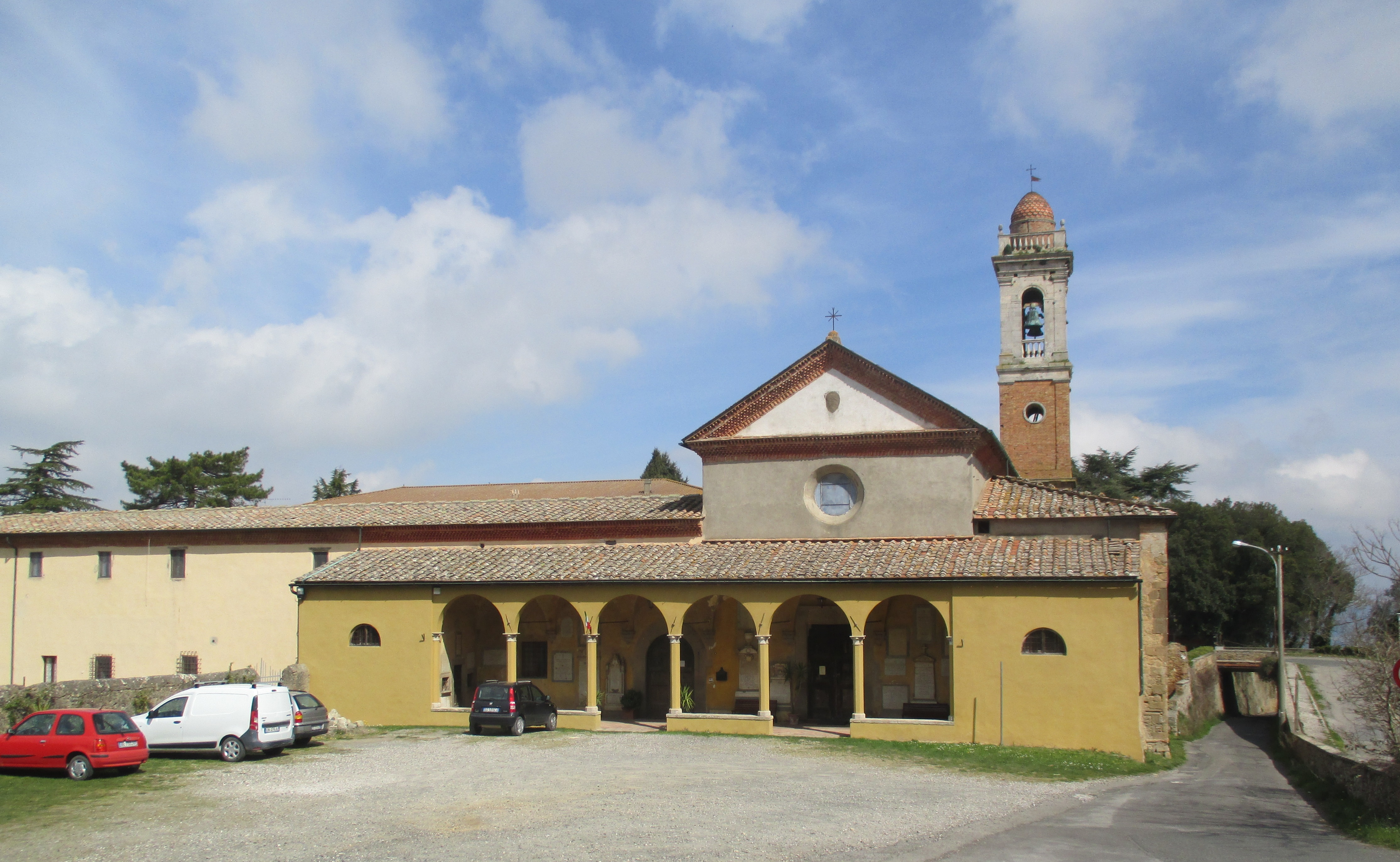
Veduta

Il convento di San Girolamo al Velloso si trova in località San Lazzaro, nel comune di Volterra, in provincia di Pisa, diocesi di Volterra.

## Storia e descrizione
La costruzione del complesso conventuale fu iniziata nel 1447: in verità la programmazione della costruzione era stata ventilata fin dal 1424, dietro la spinta emotiva suscitata dalla predicazione di san Bernardino da Siena. Della costruzione si fece promotore Cosimo de' Medici.
Il fatto che il committente fosse Cosimo de' Medici e che l'impianto della chiesa sembri discendere da quello del convento del Bosco ai Frati, nel Mugello, si propendeva per accostare il progetto a Michelozzo di Bartolomeo, anche se recentemente tale attribuzione è stata messa in discussione in favore di un accostamento alla maniera architettonica di Lorenzo Ghiberti.
La facciata, coronata da un notevole frontone, è preceduta da un portico sul quale si aprono due cappelle che conservano terrecotte smaltate di Giovanni della Robbia del 1501: in quella di destra San Francesco che consegna la regola ai santi Ludovico ed Elisabetta, in quella di sinistra il Giudizio Finale.

### Interno
Nell'interno, ad aula unica, coperto da volte a crociera costolonate impostate su capitelli pensili si trovano una tavola centinata con la Concezione, attribuita a Santi di Tito e un Crocifisso ligneo del XV secolo.
Come è visibile oggi è frutto di un restauro eseguito negli anni dal 1952 al 1955: con l'intento di riportare la chiesa al suo aspetto primitivo, furono demoliti tutti gli altari laterali seicenteschi le cui edicole in pietra serena ornavano le nicchie tutt'oggi esistenti; fu rimosso inoltre tutto l'intonaco sulle pareti, togliendo anche tutti i residui di decorazione.